# 蔡維屏

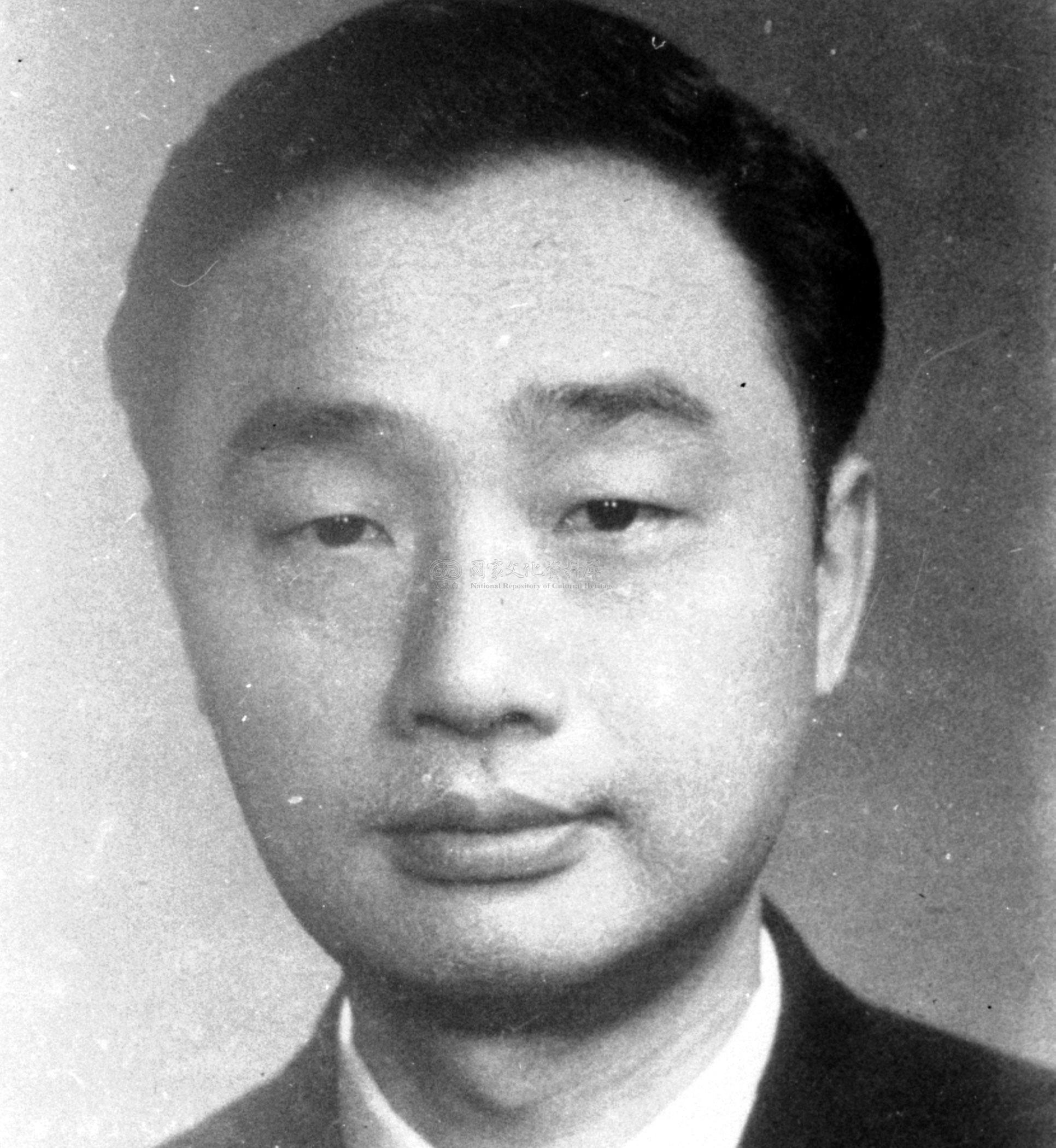
攝於1965年

蔡维屏（1911年8月9日—1997年1月25日），南京市人，中华民国外交官。中国国民党党员。

## 生平
蔡维屏毕业于南京金陵大学，美国伊利诺大学政治學文学硕士、哲学博士。历任国民党中央政治学校（今國立政治大學）讲师、教授，中华民国财政部贸易委员会组长、秘书兼组长，中华民国外交部美洲司第一科专员，驻印度加尔各答领事、代总领事，驻印尼苏门答腊棉兰领事馆领事，外交部条约司专员兼帮办，驻美国檀香山总领事，外交部美洲司长，驻紐西兰大使，外交部常务次长，驻沙烏地阿拉伯大使等职。自其外交部次長任內退休後，即出任「中華民國際關係研究所」改制「國立政治大學國際關係研究中心」後首任主任，嗣並主持北美事务协调委员会主任委员。人極忠誠穩健，具有開展才能，對美國國情及國際問題皆研究有素，「亦且於美國朝野有其一貫之友誼」。1979年和1987年，他两次当选中华战略学会副理事长。1976年11月起，他获聘历任中国国民党第十一至第十四届中央评议委员。
1982年9月27日，蔣經國函電宋美齡：

「……密母親大人膝下敬稟者……蔡維屏同志正在國內述職大人一向所關切之中美關係重點已詳告蔡同志關於AEI事並特別叮囑注意其重要性矣……」

1997年1月25日，蔡维屏病逝于台北。

## 荣誉

### 中华民国勋章奖章
- 二等景星勋章（1966年6月9日批准[4]）